# Уфімська ТЕЦ-2
Уфімська ТЕЦ-2 — теплова електростанція у Башкортостані.
Першу чергу станції спроєктували з двома паровими котлами продуктивністю від 70 до 85 тонн пари на годину, від яких мали живитись дві турбіни виробництва Кіровського заводу типу ОКОЛ-120 потужністю по 12 МВт. В 1940-му стали до ладу турбіна № 1 та два котли, а в 1942-му запустили турбіну № 2. Надалі ТЕЦ підсилили ще шістьома паровими турбінами:
- однією типу Р-12-25/1,2 потужністю 12 МВт (станційний номер 3);
- двома введеними в 1965 та 1966 роках турбінами від Ленінградського металічного заводу типу ПТ-60-130-13 потужністю по 60 МВт (номери 4 та 5);
- трьома запущеними в 1970, 1979 та 1982 роках турбінами виробництва Уральського турбінного заводу типу Т-110/120-130-4 потужністю по 110 МВт (номери 6 — 8).

Роботу турбін забезпечували численні парові котли, з яких станом на середину 2010-х в роботі залишались сім виробництва Барнаульського котельного заводу типу Е-320-140ГМ продуктивністю по 320 тонн пари на годину, що стали до ладу в 1965, 1966, 1970, 1971, 1979, 1980 та 1981 роках (станційні номери 6 — 12). Також відомо, що раніше на станції був щонайменше один котел Таганрозького котельного заводу типу Е-110-32, який вже вивели з експлуатації.
Для збільшення теплової потужності ТЕЦ в 1965, 1966, 1979 та 1982 роках доповнили чотирма водогрійними котлами Бійського котельного заводу типу ПТВМ-120 продуктивністю по 120 Гкал/год.
У 2009-му з експлуатації вивели застарілі турбіни № 1 та № 2. На той час вони вже чотири роки знаходились на консервації, а їх сукупний показник було деноміновано до 14 МВт.
У 2011-му запустили газотурбінну установку на основі газової турбіни Siemens SGT-800 потужністю 50 МВт, відпрацьовані якою гази надходять до котла-утилізатора. Первісно за рахунок пари від останнього організували живлення турбіни № 3, яка на той час через застарілість вже була деномінована до 6 МВт, а у 2015-му турбіну № 3 замінили на нову виробництва Siemens типу SST-300 потужністю 13 МВт.
Первісно станція використовувала вугілля, а з 1950-х була переведена на природний газ, який подали по газопроводах Туймази — Уфа та Ішимбай – Уфа.
Видалення продуктів згоряння відбувається за допомогою трьох димарів, один з яких має висоту 150 метрів, а два заввишки по 180 метрів.
Для охолодження використовують воду з річки Уфа.
Видача продукції відбувається по ЛЕП, що працюють під напругою 220 кВ та 110 кВ.